# Billy Boat
William "Billy" Leonard Boat (Phoenix, 2 de fevereiro de 1966) é um ex-automobilista estadunidense.

## Carreira
Boat disputou 8 temporadas da Indy Racing League entre 1996 e 2003. Em 64 provas, venceu apenas o corrida 1 do Texas em 1998, quando corria pela equipe Foyt. Conquistou também por PDM Racing, Pelfrey, CURB/Agajanian e Panther. pela qual tentou disputar as 500 Milhas de Indianápolis de 2003, mas um acidente nos treinos impediu que ele participasse da prova. Encerrou a carreira de piloto no mesmo ano.
Em 2014, acompanhou o desempenho de seu filho, Chad, na Nationwide Series.

## Resultados nas500 Milhas de Indianápolis
| Ano  | Chassis | Motor         | Largada | Final |
| ---- | ------- | ------------- | ------- | ----- |
| 1996 | Reynard | Ford-Cosworth | NC      |       |
| 1997 | Dallara | Oldsmobile    | 22º     | 7º    |
| 1998 | Dallara | Oldsmobile    | 1º      | 23º   |
| 1999 | Dallara | Oldsmobile    | 3º      | 3º    |
| 2000 | G-Force | Oldsmobile    | 31º     | 15º   |
| 2001 | Dallara | Oldsmobile    | 32º     | 9º    |
| 2002 | Dallara | Chevrolet     | 23º     | 18º   |
| 2003 | Dallara | Chevrolet     | 29º     | 32º   |